# Elizabeth Billington

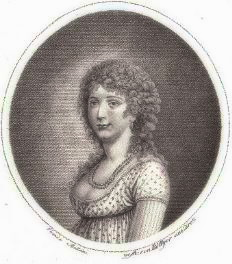
Elizabeth Billington

Elizabeth Billington  (geborene Weichsel, * 27. Dezember 1765 in London; † 25. August 1818 in Venedig) war eine deutschstämmige britische Opernsängerin (Sopran) und Pianistin. 

## Leben
Elizabeths Vater Carl Weichsel stammt aus Freiberg in Sachsen und wirkte als Oboist und Klarinettist am King’s und Covent Garden Theatre. Die Mutter Frederika Weichsel (1745–1786), Schülerin von Johann Christian Bach, trat 1765 bis 1775 in den Vauxhall Gardens als Sopranistin auf. Elizabeth wurde in Soho in der Litchfield Street geboren. 
Sie erhielt zunächst Unterricht im Klavierspiel, und am 10. März 1774, als ihre Mutter im Theatre Royal Haymarket ein Benefizkonzert gab, konnte Elizabeth deren  Darbietungen schon auf dem Klavier (oder Cembalo) begleiten. Musikunterricht bekam das Mädchen zunächst zusammen mit ihrem Bruder Charles bei ihrem Vater und ab 1782 Gesangsunterricht bei  James Billington, Kontrabassist im Drury Lane Orchester. 
Elizabeth heiratete James Billington am 13. Oktober 1783 heimlich in der Süd-Londoner Lambeth Church und ging mit ihm nach Dublin. Dort hatte die junge Frau bis Ende 1785 ein Engagement. Am 14. Februar 1786 debütierte sie am oben genannten Covent Garden Theatre als Rosetta in der Ballad Opera Love in a Village von Thomas Arne. In Paris nahm sie bei Antonio Sacchini Unterricht und bildete sich während ihrer Karriere auch bei Himmel und Paër weiter.
Ab 1786 wieder in London, wirkte sie im Covent Garden bei Händel-Oratorien mit. William Shield (1748–1829) schrieb seine Opern Marian und Der Prophet extra für Elizabeth Billington. 1789 trat sie in Arnolds Komischer Oper Inkle und Yarico auf. Zu ihrem bevorzugten Repertoire in jener Londoner Zeit gehörten auch die Mandane in Arnes Artaxerxes, die Polly in John Gays und Johann Christoph Pepuschs Beggar’s Opera, die Donna Louisa in Linleys Komischer Oper The Duenna sowie die Heroinen in Arnolds The Castle of Andalusia und  Henry Bate Dudleys (1745–1824)The Flitch of Bacon.
1794 reiste das Ehepaar  Billington über Deutschland nach Neapel. Elizabeth brillierte dort am 30. Mai 1794 in Francesco Bianchis Oper Ines de Castro. Auftritte in Florenz, Venedig und Mailand folgten. 1799 verstarb James Billington auf der Tournee.
Elizabeth heiratete den jungen Franzosen M. Felissent. Die Ehe hielt bis 1801. Elizabeth kehrte nach England zurück und trat im Covent Garden und an der Drury Lane auf. Bis Ende 1810 sang sie im Fach Italienische Oper. 1811 musste Elizabeth aus gesundheitlichen Gründen ihren Beruf aufgeben. Ab dem Jahr 1817 – mit ihrem Ehegatten  M. Felissent wieder vereint – lebte Elizabeth bis zu ihrem Tode auf ihrem Anwesen St. Artien, gelegen zwischen Venedig und Treviso.